# Rubus loxensis
Rubus loxensis là loài thực vật có hoa trong họ Hoa hồng. Loài này được Benth. miêu tả khoa học đầu tiên năm 1844.